# Contea di Golden Valley (Dakota del Nord)
La contea di Golden Valley in inglese Golden Valley County è una contea dello Stato del Dakota del Nord, negli Stati Uniti. La popolazione al censimento del 2000 era di 1 924 abitanti. Il capoluogo di contea è Beach.